# Adonis (básník)
Adonis (أدونيس , vlastním jménem Alí Ahmad Saíd Asbar, * 1. ledna 1930 al-Kasábin) je syrský spisovatel alavitského původu. Svým pseudonymem se hlásí k pohanským kořenům středomořské kultury.
Vystudoval filozofii na Univerzitě v Damašku, v letech 1955–1956 byl vězněn kvůli členství v socialistické straně, poté odešel s rodinou do exilu v Bejrútu. Od roku 1982 žije v Paříži, pracuje pro UNESCO a přednáší na Sorbonně.
Je významným představitelem modernismu v arabské literatuře, otevírá dosud tabuizovaná témata, ve své tvorbě využívá volný verš a hovorový jazyk. Vydal dvacet sbírek poezie, přeložil do arabštiny básně Saint-Johna Perseho, Charlese Baudelaira a Ovidia. Je rovněž autorem mnoha esejí o arabské kultuře a historii, byl zakladatelem literárního časopisu Mawákif.
Proslul jako hlasitý kritik militantního islamismu, který řešení krize na Blízkém Východě vidí v striktním oddělení náboženství od státu.
Je držitelem Řádu umění a literatury, Goethovy ceny, Petrarcovy ceny, America Award in Literature a Prix Prince-Pierre-de-Monaco. V letech 2009 a 2017 byl hostem Festivalu spisovatelů Praha.